# كوكي ناكامورا
كوكي ناكامورا (باليابانية: 中村 宏輝) (20 مايو 1992 في موريغوتشي في اليابان – )؛ هو لاعب كرة قدم ياباني سابق كان يلعب كمدافع.

## وصلات خارجية
- كوكي ناكامورا على موقع رابطة كرة القدم اليابانية للمحترفين (اليابانية)
- كوكي ناكامورا على موقع قاعدة بيانات كرة القدم.إي يو (الإنجليزية)